# Fliesenspiegel

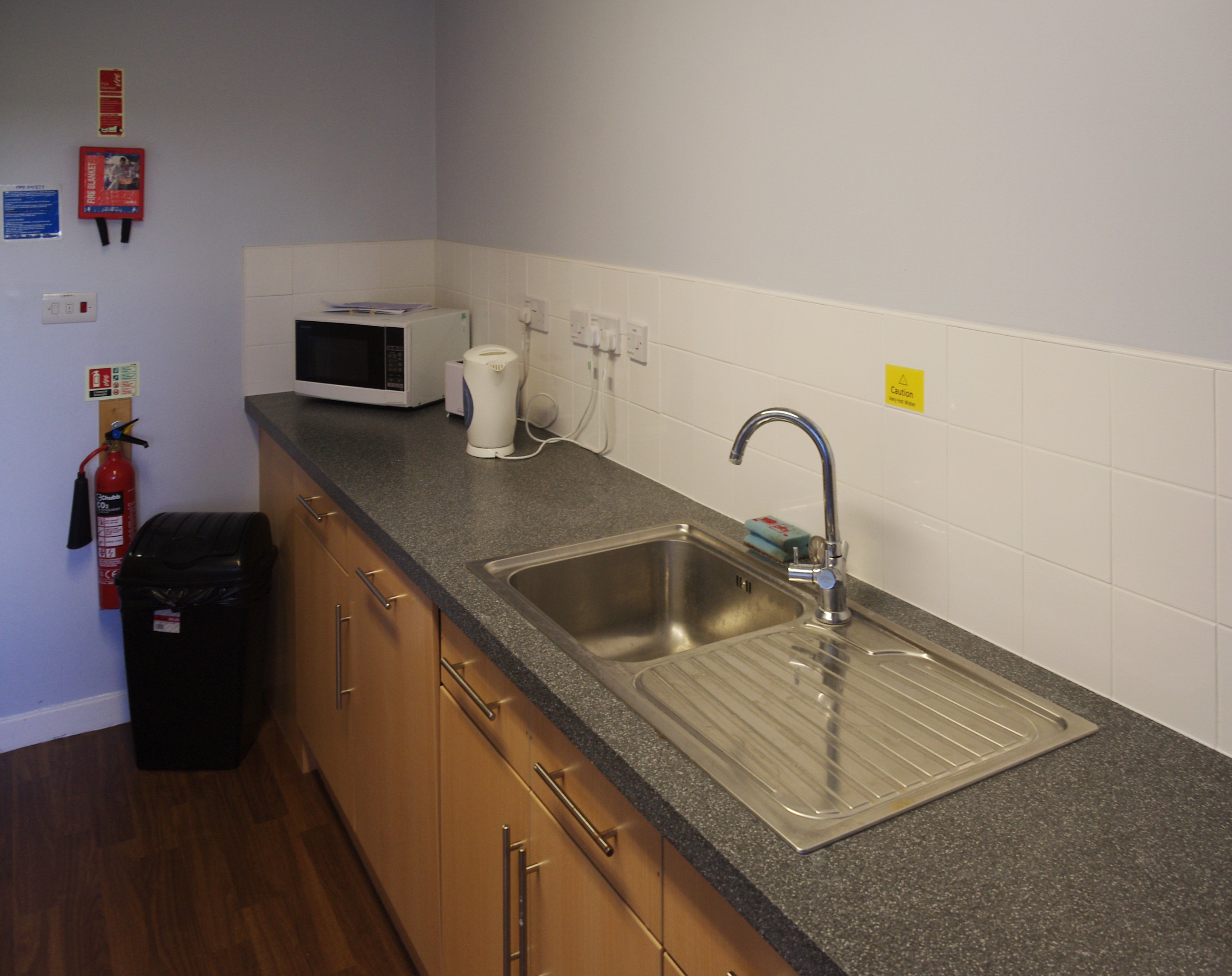
Fliesenspiegel in einer Küche

Der Fliesenspiegel (auch: Spritzschutz) ist ein gefliester Wandbereich.
Im Sanitärbereich (z. B. im Badezimmer oder der Toilette) wird er über frei hängenden Waschbecken platziert und schützt die Wand vor Spritzwasser.
In Küchen befindet er sich oberhalb der Arbeitsfläche und wird daher auch „Küchenspiegel“ genannt. Seine Höhe ist im deutschsprachigen Bereich meist 50 bis 60 cm (bis zur Unterkante der Oberschränke). Er schützt die dahinter liegende Wand mechanisch und erleichtert auch das Beseitigen von z. B. Fettspritzern, die beim Kochen entstehen. Wurden einst nur Fliesen verwendet, sind heutige Alternativen Glas, rostfreier Stahl und Schichtstoff.
Die Gestaltung und Höhe des Fliesenspiegels unterliegt innenarchitektonischen Moden. In den Vereinigten Staaten zum Beispiel ist es derzeit weit verbreitet, Fliesenspiegel sehr hoch, eventuell bis zur Decke, zu ziehen (Stand: 2021/2022).
Auch die Detailzeichnung für die Anordnung  der Fliesen wird als Fliesenspiegel bezeichnet.